# Tage Ronéus
Tage Ronéus, född 30 december 1907 i Ronneby, död 20 mars 1972, var en svensk läroverksadjunkt, målare och grafiker.
Han var son till stationsinspektoren Carl Edvard Abrahamsson och Betty Palmquist och från 1935 gift med Anna Lisa Nordman. Efter avlagd studentexamen i Karlskrona 1926 blev han fil. kand. 1929 och teol. kand. i Lund 1934. Han var därefter verksam som vikarierande adjunkt i Varberg 1934, Motala 1935 och i Ystad 1937 för att slutligen arbeta vid Malmö latinskola från 1946. Ronéus bedrev konststudier i måleri 1946–1954 och grafik vid Essemskolan i Malmö samt under studieresor till Italien, Frankrike och Danmark. Han var en av medlemmarna i Septembergruppen och medverkade i gruppens samlingsutställningar. Hans konst består av stilleben, aktstudier, och landskap i olja och som grafiker arbetade han huvudsakligen med etsningar.